# Mega Man Battle Network 2
Mega Man Battle Network 2 (Battle Network Rockman.EXE 2, バトルネットワーク ロックマンエグゼ2 au Japon) est un tactical RPG développé par Capcom Production Studio 2 et édité par Capcom en 2002 sur Game Boy Advance. C'est le second volet de la série Mega Man Battle Network. Il est réédité en 2014 sur la console virtuelle de la Wii U,,,,,,.

## Synopsis
Après les évènements de Mega Man Battle Network et de Mega Man Network Transmission, la vie a repris son cours habituel pour Lan Hikari et ses camarades. Mais les vacances d'été ont à peine commencées que les cybercrimes reprennent de plus belle. En effet, en l'absence du WWW, une nouvelle organisation criminelle, Gospel, a pris le relais. Lan et Mega Man.EXE doivent dès lors reprendre du service et aller grossir les rangs des Netbattlers (combattants sur Internet) pour empêcher la Netmafia de prendre le contrôle du Net.